# Estadio Monumental Presidente Perón
El Estadio Monumental Presidente Perón es un recinto deportivo propiedad del Instituto Atlético Central Córdoba, ubicado en la ciudad de Córdoba, Argentina. Localizado en la calle Jujuy 2700, en el barrio de Alta Córdoba, fue inaugurado el 15 de agosto de 1951 con un partido amistoso entre Instituto y Racing Club, que finalizó 4–1 a favor del equipo visitante.

## Historia

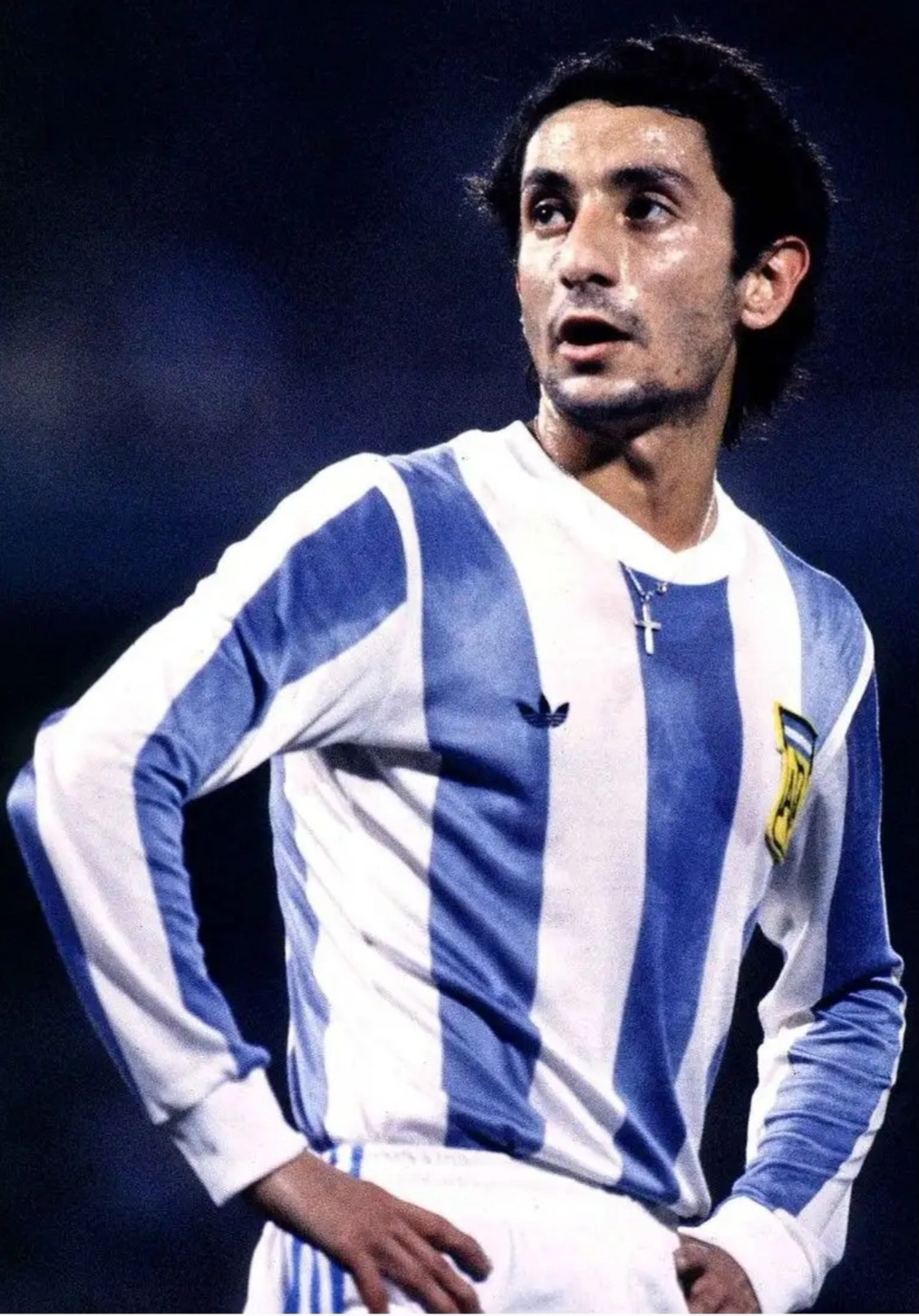
Hay un proyecto para renombrar el estadio como Osvaldo Ardiles socio honorario e hincha de la institución de Alta Córdoba.

“Sería un orgullo que el estadio de Instituto lleve mi nombre”"Le mando un abrazo enorme a todos los cordobeses y en especial a los hinchas de La Gloria. ¡Vamos Instituto todavía!” Osvaldo Ardiles, 26 de febrero de 2020, La voz del Interior. 
En el año 1946, bajo la presidencia del general Perón, el Congreso de la Nación votó la Ley N.º 12931 en cuyo artículo 23 se faculta al poder Ejecutivo Nacional a disponer de la suma de $ 20 000 000 para otorgar subsidios para la construcción de estadios a entidades sociales y deportivas de todo el país.
Comenzó a construirse en marzo de 1948, pero demoras y serios problemas de la empresa constructora, más los efectos de la inflación, hicieron que con el dinero recibido solo se pudiera construir la actual tribuna alta sobre la calle Jujuy. Afortunadamente, la deuda de ese préstamo fue condonada el 9 de octubre de 1959 (41 años antes del plazo previsto de pago), mediante el Decreto Ley N.º 14880 del presidente Guido.[cita requerida]
Finalmente, el 15 de agosto de 1951 y como parte de los festejos de los 33 años de vida del club, con un encuentro amistoso con el Racing Club, se inauguró el estadio Monumental, el que pasó a llamarse Juan Domingo Perón.
Para adaptarlo a los partidos nocturnos, Instituto encaró la incorporación de la iluminación del Monumental. Se instalaron columnas altísimas lo que hace que de ninguna manera la iluminación moleste al espectador y se instaló un moderno sistema de iluminación.
Toda esta instalación fue inaugurada el 27 de diciembre de 1957 en un partido amistoso con el Club Atlético Vélez Sarsfield de la Capital Federal, partido que se realizaba como corolario de la transferencia del centro delantero Juan Carlos Sánchez. La Mona, como se lo llamaba a Sánchez, jugó en ese partido un tiempo para cada equipo.
En 1973 se añadió la tribuna popular sur, que abarcó todo el ancho del campo de juego, incluyendo los codos. Bajo esta tribuna se instalaron sanitarios en ambos extremos. Cinco años más tarde, en 1978, se construyó la tribuna alta del sector norte, que incorporó ocho palcos cerrados para invitados, un buffet y servicios sanitarios en su parte inferior.
En 1982 se llevó a cabo la construcción del muro perimetral de cemento y se colocó el alambrado olímpico. Ese mismo año se completó la extensión norte de la tribuna Preferencial y se construyeron los escalones correspondientes a la popular norte. Asimismo, se instalaron butacas en la platea baja, así como en las tribunas roja y blanca, con el objetivo de mejorar la comodidad del público.
En 1995 se construyó el codo que conecta la platea Preferencial con la popular norte. La inauguración de esta obra se realizó con un partido amistoso entre la Selección de Córdoba y el seleccionado Sub-20 de Argentina, reciente campeón mundial en su categoría.
En 2005 se inauguraron los palcos VIP, y posteriormente se sumaron nuevas plateas del mismo tipo. En la actualidad, en el marco de los preparativos por el centenario del club, continúan los trabajos para la finalización de un nuevo edificio. Además, se han modernizado las torres de iluminación y se han reacondicionado las cámaras de seguridad.
A través de la asamblea societaria del 30 de octubre de 2024, se resolvió que el estadio llevara oficialmente el nombre de «Monumental Presidente Perón» Pese a esto, sigue habiendo un proyecto para renombrar el estadio como «Monumental Osvaldo Ardiles» uno de sus grandes ídolos surgido de su cantera, campeón del mundo en 1978, socio honorario e hincha de la institución de Alta Córdoba.
Este deseo de socios y aficionados se concretaría en 2025, de esta manera dos jugadores cordobeses surgidos de Instituto e hinchas confesós albirrojos llevarían el nombre de dos de los tres estadios más importantes de Córdoba.

## Conciertos
| País                      | Artista         | Año  |
| ------------------------- | --------------- | ---- |
| Bandera de Argentina      | La Mona Jiménez | 1994 |
| Bandera de Argentina      | Jean Carlos     | 1997 |
| Bandera de Argentina      | Eruca Sativa    | 2016 |
| Bandera de Estados Unidos | Aerosmith       | 2016 |
| Bandera del Reino Unido   | The Pretenders  | 2018 |
| Bandera del Reino Unido   | Phil Collins    | 2018 |
| Bandera de Argentina      | La Delio Valdez | 2022 |
| Bandera de Argentina      | Los Caligaris   | 2022 |
| Bandera de Guatemala      | Ricardo Arjona  | 2023 |
| Bandera de Argentina      | Fito Paez       | 2023 |
| Bandera de Argentina      | Tan Biónica     | 2024 |
| Bandera de México         | Luis Miguel     | 2024 |